# 858

## أحداث
- - المتوكل يؤسّس مدينة الجعفرية [بحاجة لمصدر].

## مواليد
- محمد بن جابر بن سنان البتاني عالم فلك ورياضيات -عربي مسلم
- نفطويه فقيه ظاهري

## وفيات
- - الإمبراطور الياباني مونتوكو.
- - من بطاركة الإسكندرية قوزماس الثاني إستلم البطراكية في 851م